# Turbonilla cornelliana
Turbonilla cornelliana är en snäckart. Turbonilla cornelliana ingår i släktet Turbonilla och familjen Pyramidellidae. Inga underarter finns listade i Catalogue of Life.